# Gesztusfestészet
Gesztusfestészet (az angol action painting= akciófestészet kifejezésből) az absztrakt expresszionizmus egyik festészeti technikája és iránya az 1940-es évektől. Az Amerikai Egyesült Államokból indult ez a festészeti irányzat, mely ősének a szürrealisták automatikus írását tekintette. E szemlélet szerint a festő kézmozdulatait spontán belső érzékenysége, indulatai diktálják, az így keletkezett képek drámai töltéssel bírhatnak, láthatóvá téve a festmény keletkezésének folyamatát. A gesztusfestészet legjelentősebb képviselője Jackson Pollock. Ezen irányzatnak számos európai követője lett, köztük Jean Raine (1927-1986) francia, Kokas Ignác, Csáji Attila, Nádler István, Orbán Attila magyar festők. A gesztusfestészet számos festőművész egy-egy életszakaszában fontos szerepet játszik napjainkig, művészettörténeti jelentősége meghatározó.